# Кушнір Василь Михайлович
о. Васи́ль Кушні́р (17 вересня 1893, Вікно нині Чортківський район Тернопільської області — 25 вересня 1979, Вінніпег, Канада) — український релігійний і громадський діяч, священник УГКЦ.

## Життєпис
Народився в селі Вікно на Гусятинщині в сім'ї Михайла Кушніра. Навчався у гімназіях Тернополя і Львова. Під час Першої світової війни воював у складі австро-угорської армії на італійському фронті, 3 роки перебував у полоні. Повернувся в Україну через Одесу, служив у частинах Червоної армії у Харкові та Вінниці, звідки втік до рідного села. У 1923—1924 роках учителював.
Студіював богослов'я у Львові та Інсбруці (1926—1929), де здобув докторат, захистивши докторську дисертацію про християнізацію України («Christianisierung der Ukraine», захист 16 березня 1929 року). Висвячений на священника 13 жовтня 1927 року владикою Никитою Будкою в селі Добромірка на Збаражчині — рідному селі єпископа Будки. В 1927—1934 роках був професором історії Церкви духовної семінарії у Станіславові.
З 1934 року — в Канаді, канцлер єпархії у Вінніпезі. Згодом генеральний вікарій, член — засновник Комітету Українців Канади, його президент (1940—1952, 1957—1971), в 1971 році став почесним президентом.
Опікувався табором інтернованих вояків дивізії «Галичина» «Макмеррі» в Шотландії. В листопаді 1946 р. Василь Кушнір і Володимир Коссар вручили петицію від КУК Генеральному секретарю ООН Трюгве Лі із закликом ООН створити організацію, яка б зайнялася налагодженням фінансування, транспортування й поселення 800 тисяч переміщених осіб української національності; зокрема про надання допомоги у поселенні 300 тисяч таких осіб у Канаді, США, Аргентині. У 1954 як один із представників Канади підписав Декларацію Атлантичної унії (НАТО).
Засновник і голова Панамериканської української конференції, член Канадської Ради народного мистецтва, голова і перший президент Світового конгресу вільних українців в 1967—1969 і вдруге в 1973—1978.
Автор багатьох статей; виступав на радіо «Свобода».
Нагороджений Шевченківською медаллю та Медаллю папи Павла VI. 1977 з нагоди 50-ліття священства іменований Протонотарем Ватикану.
Помер у Вінніпезі 25 вересня 1979 року і там похований.